# Bergwerk Steenkampskraal
Das Bergwerk Steenkampskraal (englisch Steenkampskraal mine) ist ein Bergbaubetrieb auf Seltene Erden (SE) in der südafrikanischen Provinz Western Cape auf dem Territorium der Lokalgemeinde Matzikama. Es liegt nordöstlich von Nuwerus in der Landschaft Knersvlakte. Die Lagerstätte wird als das weltweit hochwertigste, bergbaulich erschlossene Vorkommen für Seltene-Erden-Rohstoffe eingeschätzt.

## Geschichte
Das Bergwerk Steenkampskraal wurde ursprünglich durch Anglo American Corporation (AAC) in den 1950er Jahren begonnen. Die Tochtergesellschaft Monazite and Mineral Ventures gewann hier durch Aufarbeitung des abgebauten Volumens Monazit-Konzentrate zum Zwecke des Exports bis zur Betriebsschließung im Jahr 1963, die andernorts zur Gewinnung von Thorium verwendet wurden.
Am 2. Juni 2010 wurden der Steenkampskraal Monazite Mine (SMM) durch die zuständige südafrikanische Behörde erneut Abbaurechte für den Zeitraum von 20 Jahren eingeräumt, die nach dem 1. Juni 2030 verlängerbar sind. Die Betriebsaufnahme verläuft in Schritten (2022), die bergrechtlichen Genehmigungen wurden erteilt und haben nach einem Einspruch Bestandskraft erlangt.

## Geologie
Das Monazitvorkommen von Steenkampskraal gehört in Südafrika, unter mehreren weiteren Lagerstätten, zu den größten dieses Rohstoffs. Monazit-(Ce) kommt hier vergesellschaftet überwiegend mit Apatit in Adern, begleitet von Magnetit und Chalkopyrit, sowie mit Bleiglanz, Mineralen der Chloritgruppe, Ilmenit, Malachit und weiteren Sulfid-Mineralen vor. Das flächenmäßig etwa 30 km² ausgedehnte Vorkommen innerhalb des Namaqualand Metamorphic Complex konzentriert sich auf eine subvertikale Scherzone im Kontakt mit Gesteinseinheiten aus Quarzdiorit bis zu Leukotonalit. Zudem erscheinen in diesem Komplex kleinere Zonen aus Anorthosit, Charnockit, Gneisen und Norit sowie eine Mineralisation der Adern unter Bedingungen der Granulit-Fazies.

## Abbau nach 2010
Anteilseigner an diesem Bergwerksunternehmen sind die Steenkampskraal Holdings, SHL (74 %) und der Steenkampskraal Workers’ Trust (26 %). Über das erkundete höffige Areal verfügt die Steenkampskraal Monazite Mine (SMM). Das Bergwerk soll im Verlaufe seiner angestrebten Betriebsdauer von 30 Jahren etwa 30.000 Tonnen Erz jährlich gewinnen. Für diesen Zeitraum besteht die Erwartung, dass jährlich 2700 Tonnen SE-Oxide (englisch REOs) produziert werden können. Die Erzvorräte wurden auf 799.700 Tonnen mit einem Gehalt an SE-Metallen von durchschnittlich 8,68 % geschätzt.
Die technologische Aufbereitung des bergbaulichen Ausbringens erfolgt in der Abfolge mehrerer mechanischer und chemischer Prozessschritte. In der ersten Phase des Aufschlussverfahrens kommt es zu einer mechanischen Abtrennung von unbrauchbaren Gesteinsanteilen mit Hilfe von Spiralkonzentratoren. Diesem Schritt folgt eine mechanische Flotation der Monazitanteile. Das so erhaltene hochreine Konzentrat enthält einen Monazitgehalt von etwa 90 %. Vor dem chemischen Aufschluss erfolgt noch ein Mahlgang in Kugelmühlen, damit das Konzentrat im Nassverfahren effektiver behandelt werden kann.
Das Monazitkonzentrat wird nun einem nasschemischen Verfahren mit stark alkalischer Natronlauge bei etwa 140° Celsius unterworfen, in dessen Verlauf die schwerlöslichen Seltenerdphosphate (SE-Phosphate) zu besser aufschließbaren SE-Hydroxiden umgewandelt werden. Den Phosphatanteil trennt man in Form des Trinatriumphosphats ab, was als separates Handelsprodukt verkauft wird. Anschließend werden die SE-Hydroxide mit Salzsäure in gut lösliche SE-Chloride überführt und über weitere chemische Verfahrensschritte im alkalischen Milieu vorhandene Gehalte von Thorium und Uran abgetrennt. Das daraus hervorgegangene Verfahrensprodukt enthält überwiegend nur noch SE-Verbindungen, die in weiteren komplizierten Schritten zu SE-Substraten der einzelnen Elemente fraktioniert werden.